# 不思議のお城ピットポット
『不思議のお城ピットポット』は、1985年12月14日にセガ・エンタープライゼス（後の株式会社セガ）から発売されたセガ・マークIII（以下「マークIII」）用のソフト。

## 登場人物
イグル
主人公。『アレックスキッドのミラクルワールド』の主人公・アレックスキッドの兄という設定である。
ルーニー姫
イグルの婚約者。